# Bulbophyllum folliculiferum
Bulbophyllum folliculiferum är en orkidéart som beskrevs av Johannes Jacobus Smith. Bulbophyllum folliculiferum ingår i släktet Bulbophyllum och familjen orkidéer. Inga underarter finns listade i Catalogue of Life.